# Quemú Quemú (kommunhuvudort i Argentina)
Quemú Quemú är en kommunhuvudort i Argentina.   Den ligger i provinsen La Pampa, i den centrala delen av landet, 500 km väster om huvudstaden Buenos Aires. Quemú Quemú ligger 121 meter över havet och antalet invånare är 3 851.
Terrängen runt Quemú Quemú är mycket platt. Runt Quemú Quemú är det mycket glesbefolkat, med 3 invånare per kvadratkilometer.. Quemú Quemú är det största samhället i trakten.
Trakten runt Quemú Quemú består till största delen av jordbruksmark.